# Bronzebürzelkolibri
Der Bronzebürzelkolibri (Urochroa leucura) auch Blaukehl-Andenkolibri ist eine Vogelart aus der Familie der Kolibris (Trochilidae), die in Kolumbien, Ecuador und Peru verbreitet ist. Der Bestand ist laut IUCN „nicht gefährdet“ (least concern). Die Art gilt als monotypisch.

## Merkmale
Der Bronzebürzelkolibri erreicht inklusive des 3 cm langen Schnabels eine Körperlänge von etwa 13 bis 14 cm bei einem Gewicht von 8,7 g. Er gilt als konspezifisch mit dem Orangerachenkolibri (Urochroa bougueri (Bourcier, 1851)). Der Bronzebürzelkolibri hat einen langen, geraden, schwarzen Schnabel. Die Oberseite ist bronzegrün. Die Kehle und die Brust schimmern blau, der Bauch ist matt grau. Die zentralen Steuerfedern sind bronzefarben, die übrigen weiß. Die Außenfahnen sind dunkelgrau. Beide Geschlechter ähneln sich. Ausgewachsene Weibchen wirken etwas matter in der Färbung als die Männchen. Jungtiere ähneln den ausgewachsenen Tieren, haben aber gelbbraune Fransen an den Kopffedern.

## Verhalten und Ernährung
Der Bronzebürzelkolibri bezieht seinen Nektar vermutlich wie der Orangerachen-Andenkolibri u. a. von Pflanzen der Gattungen Inga, Bomarien, Psammisia und Cavendishia. Insekten fangen die Vögel jagend über Flüssen oder auf Lichtungen. Die Männchen errichten an nektarreichen Blütenständen Futterterritorien. Bei der Futtersuche sind die Vögel meist alleine innerhalb des Waldes in den unteren bis mittleren Straten unterwegs. Gelegentlich besuchen sie auch die Baumkronen.

## Fortpflanzung
Über die Brutbiologie des Bronzebürzelkolibris ist wenig bekannt. Im Nordosten Perus wurde im September ein Exemplar in Brutstimmung gefangen.

## Lautäußerungen
Der Gesang besteht vermutlich aus einer fortgesetzten Serie einzelner tsii-, tsing- oder siuw-Töne, die in einer Frequenz von 1 bis 1,5 Tönen pro Sekunde von sich gegeben werden. Der Gesang beinhaltet auch twit-Laute, die in einer wiederholten langen Sequenz von sich gegeben werden.

## Verbreitung und Lebensraum

Verbreitungsgebiet des Bronzebürzelkolibris (grün)

Der Bronzebürzelkolibri bevorzugt Bergwälder, Waldränder und Sekundärvegetation – besonders in der Nähe von Flüssen – in Höhenlagen von 1600 bis 2800 Metern. Gelegentlich beobachtet man ihn an buschigen Hängen in tieferen Lagen, z. B. in Peru, wo er nur in Höhenlagen zwischen 800 und 1500 Metern vorkommt.

## Migration
Der Bronzebürzelkolibri gilt normalerweise als Standvogel. Es wird vermutet, dass er als Strichvogel gelegentlich saisonal zwischen den Höhenlagen wandert.

## Etymologie und Forschungsgeschichte
Die Erstbeschreibung des Bronzebürzelkolibris erfolgte 1864 durch George Newbold Lawrence unter dem wissenschaftlichen Namen Urochroa leucura. Das Typusexemplar stammte aus Ecuador. Es war John Gould, der 1856 die neue Gattung Urochroa einführte. Der Begriff Urochroa setzt sich aus den griechischen Wörtern ουρά ourá für „Schwanz“ und χρώς chrṓs für „Farbe, Teint“ zusammen. Der Artname leucura  von griechisch λεύκουρος leúkouros ist ein Wortgebilde aus λευκός leukós für „weiß“ und ουρά ourá für „Schwanz“ = „weißschwänzig“.